# Virgen Peregrina (Pontevedra)
La Virgen Peregrina de Pontevedra es una de las imágenes marianas más emblemáticas del Camino de Santiago en su variante portuguesa. Es la patrona del Camino Portugués y de la provincia de Pontevedra, así como el símbolo religioso de la ciudad. Se venera en la iglesia de la Virgen Peregrina. 

## Historia
La devoción a María como Virgen Peregrina no formó parte de las primeras tradiciones jacobeas. Aunque existe una primera representación en la Cantiga 49 de Alfonso X, esta se refiere a un santuario en Soissons (Francia). No fue hasta el siglo XVI en que se documentó por primera vez esta representación mariana en el Camino de Santiago, concretamente en Sahagún (León), inspirada por los escritos místicos de Sor María de Jesús de Ágreda. Desde allí, su culto se difundió durante el siglo XVIII a lugares como Pontevedra.
El origen del culto a la Virgen Peregrina en la capital pontevedresa hay que buscarlo en una imagen de la Virgen así vestida y que unos peregrinos franceses trajeron hasta Pontevedra. En la ciudad llamó tanto la atención que se fundó una Cofradía para rendirle culto. En 1753, el arzobispo de Santiago, Bartolomé Rajoy y Losada, autorizó la creación en Pontevedra de la Congregación de Nuestra Señora del Camino, dedicada a rendir culto a la Virgen. A la hermandad se sumaron personajes ilustres como el papa Benedicto XIV o el rey Fernando VI. A partir de entonces, comenzaron a recibirse donaciones para embellecer la imagen, como sedas, un rostrillo de plata dorada con piedras preciosas y una corona.
Sin embargo, la convivencia de dos imágenes con el mismo título mariano (la Virgen del Camino y la Divina Peregrina) en la misma capilla (la demolida capilla de la Virgen del Camino en la calle Fray Juan de Navarrete) generó conflictos entre sus respectivas cofradías. En 1757, para reducir la tensión, se cambió la fecha de celebración principal al segundo domingo de agosto, y se construyó un altar para la Virgen Peregrina.
Pese a estas medidas, en 1775 las tensiones aumentaron, hasta el punto de que el Ayuntamiento de Pontevedra prohibió a la cofradía de la Peregrina recaudar limosnas. En respuesta, esta adoptó el nuevo título de "María Santísima del Refugio, la Divina Peregrina", reafirmando su vocación jacobea. La cofradía intentó establecer contactos con Sahagún, pero no obtuvo mucha ayuda. Aun así, en agosto de 1776, colocaron una nueva imagen en su altar, lo que provocó una fuerte reacción institucional: el Ayuntamiento de Pontevedra ordenó su retirada de la capilla de la Virgen del Camino e incluso ofreció un terreno para que la hermandad construyese su propia capilla.
El 24 de diciembre de 1776 se celebró la primera misa en una pequeña capilla de madera junto a la puerta de Trabancas de la muralla de Pontevedra, en un solar cedido por el cofrade Alonso González. En 1777 comenzaron las obras del templo definitivo, impulsadas por Bernardo José de Mier, con planos de Antonio Souto, maestro cantero y militar. La primera piedra se colocó el 18 de junio de 1778, y en los años siguientes se construyó un santuario singular. Las obras continuaron durante más de una década. En 1793 se instalaron las campanas, las puertas, las vidrieras y el atrio. Finalmente, el 2 de agosto de 1794, el santuario fue bendecido tras 16 años de trabajo.
La imagen original de la Virgen Peregrina fue esculpida en 1776 por el pontevedrés José de Torres y policromada, junto con el báculo y el estandarte, por Miguel Godoy. En 1814 se incorporó una figura independiente del Niño Jesús, tallada en madera por Juan Pernas Gambino para sustituir una versión anterior deteriorada. La actual imagen de la Virgen que preside el altar de la iglesia es obra del escultor catalán Luis Vermell Busquets (que vivía en aquel entonces en Pontevedra), realizada en 1867 para reemplazar la primitiva por su mal estado, y policromada poco después por el pintor Vilarelle. La diferencia de autoría entre ambas figuras explica la disparidad de sus rasgos, que contribuye a dotar al conjunto de un carácter singular.

## Descripción

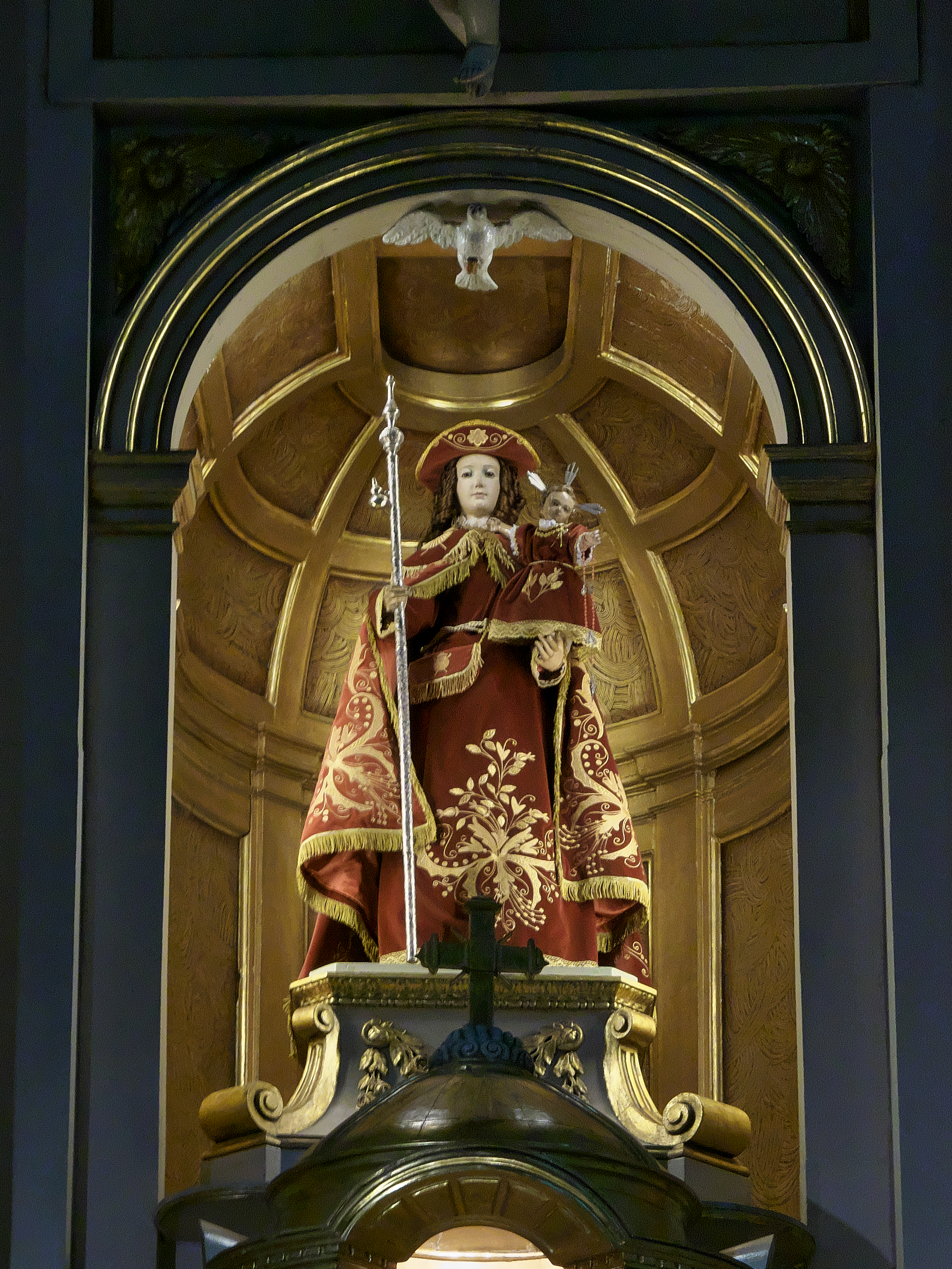
Imagen de la Virgen Peregrina en 2015.

La imagen mariana de la Peregrina es una talla de vestir que representa a la Virgen como una peregrina, una representación poco habitual en la iconografía cristiana. Lleva un sombrero de peregrina adornado con flores, bordón de madera, esclavina y manto con conchas vieiras y zurrón, en lugar de los atuendos reales tradicionales. Por esta razón, no necesita corona, lo que encaja con su aspecto humilde y caminante. La Virgen "de candelero" o de vestir se sostiene sobre una estructura llamada candelero (un busto sobre varillas sujetas a una base), que generalmente es de madera, aunque en el caso de la Virgen de Pontevedra es de metal.
La talla de la Virgen, del siglo XIX, presenta policromía y se acompaña de una figura independiente del Niño Jesús, tallada en madera con rasgos diferentes fruto de su distinta ejecución.
El ajuar original de la Virgen Peregrina incluía vestidos de seda, joyas y un rostrillo de plata con piedras preciosas, muchas de las cuales fueron vendidas para financiar la construcción del santuario. Algunas de esas piezas terminaron en el convento de San Francisco. Actualmente, la imagen se viste con diferentes atuendos según la época del año: uno más modesto durante las celebraciones de su festividad y otro más solemne para otras ocasiones. En total están disponibles quince trajes, esclavinas y sombreros. Entre los trajes destacan dos con un origen singular: uno confeccionado a partir del traje del torero Julián Marín, donado en 1948, con el que se elaboraron un manto y una esclavina; y otro procedente del traje del torero Ángel Teruel, ofrecido en 1973, que sirvió para confeccionar un vestido completo para la imagen.
La imagen de la Virgen Peregrina se viste con enaguas, donadas íntegramente por una devota, un vestido ceñido con un cíngulo dorado, uno de los tres mantos que posee, una esclavina de la que existen más de quince ejemplares, una pequeña cartera colgada a la cintura, y el característico sombrero y báculo que simbolizan al peregrino jacobeo. El báculo de plata, de especial valor simbólico, es custodiado por la familia del cardiólogo pontevedrés Bernardo López Abadín desde generaciones pasadas, y son sus hijos quienes lo portan cada año en el día de la festividad. La Virgen posee además otros dos báculos, uno de plata y otro de filigrana.